# Grande Mosquée de Reims
La Grande Mosquée de Reims est un édifice religieux musulman situé à Reims, en France, dans le quartier Sainte-Anne.

## Histoire
Le projet de construction d'une mosquée remonte à 1990.
Un accord est trouvé avec la municipalité en 2002.
La première pierre est posée le 13 septembre 2008, commence alors un long processus de construction.
La Grande Mosquée de Reims est ouverte depuis le 24 juin 2014 mais il faut attendre le jeudi 14 mars 2019 pour la voir inaugurée officiellement.
La construction de l'édifice a été intégralement financée par des fonds privés.

## Description
C'est la mosquée la plus grande en France, dépassant la superficie des mosquées de Paris ou de Lyon. L'édifice s'étend sur 3 750 m², il est coiffé de 2 coupoles et surplombé par un minaret de 14 mètres de hauteur. 
La mosquée est avant tout un lieu de culte et de prière. Ainsi, elle possède deux grandes salles de prières. La première est assez grande pour accueillir 1500 fidèles. À l'étage se trouve aussi une salle de prière pour les femmes d'une capacité de 1000 fidèles.
Il s'agit en outre d'un lieu d'éducation et d'enseignement : la Grande Mosquée accueille des élèves de tout âge désireux d'apprendre le Coran ou la langue arabe.
La mosquée est également équipée d'une bibliothèque, d'une salle polyvalente, de bureaux, de salles de classe et de réunions et d'une cafétéria, ainsi que d'un parking privé à disposition des fidèles pour garer leur véhicule. 
L'imam actuel de la mosquée est Omar Bendaoud.